# Za winy niepopełnione
Za winy niepopełnione – polski film fabularny z 1938 roku na podstawie powieści Michała Bałuckiego.

## Treść
Jan Leszczyc poznaje przy łożu chorej matki Amelię Holską i zakochuje się w niej ze wzajemnością. Zarówno on jak i Amelia nie wiedzą, że jej ojciec Józef Holski jest międzynarodowym złodziejem hotelowym. Namówiony przez Torense'a, swego dawnego wspólnika, kradnie perły z apartamentu Julii - znajomej Jana i ofiarowuje je córce. Ta trafia do więzienia, kiedy diamenty na jej szyi zostają rozpoznane jako kradzione. Holski i Torense ukrywają się przed policją. Załamany Leszczyc nie chce żenić się z córką przestępcy, jednak wkrótce wychodzi na jaw przestępcza przeszłość ojca Leszczyca.

## Obsada
- Kazimierz Junosza-Stępowski - Józef Holski
- Wanda Bartówna - Amelia, córka Holskiego
- Eugeniusz Bodo - Torence, wspólnik Holskiego
- Jerzy Pichelski - Jan Leszczyc
- Helena Rolandowa - matka Leszczyca
- Wojciech Brydziński  - ojciec Leszczyca
- Elżbieta Kryńska - Julia Naderska
- Wanda Jarszewska - matka Julii
- Paweł Owerłło - ojciec Julii
- Andrzej Bogucki - baron
- Karol Dorwski - Leon, kuzyn Julii
- Zofia Grabowska - pokojowa Amelii
- Ewa Bonacka - aresztantka

## Odbiór
W recenzji filmu z początku 1939 przychylną opinię wyraził Tadeusz Sobolewski.